# 우주하마
우주하마는 대한민국의 종합 게임 유튜버이자 인터넷 방송인이다. 2020년에 100만, 2024년 200만 구독자를 달성했다. 

## 수상
- 유튜브 실버버튼
- 유튜브 골드버튼[1]